# Eagle (Michigan)
Eagle è un villaggio degli Stati Uniti d'America, situato nello Stato del Michigan, nella contea di Clinton.

## Storia
I primi ad insediarsi furono Anthony Niles (1792–1863) e Stephen B. Groger (1798–1877) nel 1834 che le diedero lo stesso nome della township di Eagle. L'abitato si spostò di mezzo miglio verso est dopo la donazione nel 1872 di un pezzo di terra per un deposito ferroviario e una chiesa metodista da parte di George W. McCrumb (1826–1909): per questo egli è considerato il vero fondatore. 
Eagle venne costituito come villaggio nel 1873.